# Сенцяшка-Третя
Сенцяшка-Третя (пол. Sięciaszka Trzecia) — село в Польщі, у гміні Луків Луківського повіту Люблінського воєводства.
Населення — 54 особи (2011).
У 1975-1998 роках село належало до Седлецького воєводства.

## Демографія
Демографічна структура станом на 31 березня 2011 року:
|          | Загалом | Допрацездатний вік | Працездатний вік | Постпрацездатний вік |
| -------- | ------- | ------------------ | ---------------- | -------------------- |
| Чоловіки | 22      | 3                  | 16               | 3                    |
| Жінки    | 32      | 5                  | 21               | 6                    |
| Разом    | 54      | 8                  | 37               | 9                    |